# Monnier-Schwertlilie
Die Monnier-Schwertlilie (Iris × monnieri) ist eine Pflanzenart aus der Gattung der Schwertlilien (Iris) innerhalb der Familie der Schwertliliengewächse (Iridaceae). Die Art ist wohl eine Hybride aus Iris orientalis und Iris xanthospuria.

## Merkmale
Die Monnier-Schwertlilie ist eine ausdauernde Rhizom-Pflanze, die Wuchshöhen von 100 bis 200 Zentimeter erreicht. Die Blätter sind ungefähr 60 Zentimeter lang. Die Blüten haben einen Durchmessern von 12 bis 18 Zentimeter, duften und sind zitronengelb. Die Platte der Hängeblätter ist rund und hat einen Durchmesser von 3,5 Zentimeter. Die Lappen der Griffeläste sind breit dreieckig, 4 bis 5 Millimeter lang und stark zurückgebogen.
Die Blütezeit reicht von Juni bis Juli.

## Vorkommen
Die Monnier-Schwertlilie kommt in der Süd-Türkei an Ufern und in Sumpfwiesen vor.

## Nutzung
Die Monnier-Schwertlilie wird selten als Zierpflanze in Naturgärten und Staudengärten genutzt.

## Belege
- Eckehart J. Jäger, Friedrich Ebel, Peter Hanelt, Gerd K. Müller (Hrsg.): Exkursionsflora von Deutschland. Begründet von Werner Rothmaler. Band 5: Krautige Zier- und Nutzpflanzen. Springer, Spektrum Akademischer Verlag, Berlin/Heidelberg 2008, ISBN 978-3-8274-0918-8.